# The World (.hack)
『The World』（ザ・ワールド）とは、メディアミックスプロジェクト.hack（Project .hack、.hack Conglomerate、2002年-）の作品群に登場する架空のMMORPG（多人数同時参加型オンラインRPG）である。.hackのストーリーは、近未来の日本で人気となっている、このゲーム上の出来事が中心となっている。The Worldはフェイスマウントディスプレイによる立体映像を特徴としており、ゲームプレイの様子は異世界に入り込んでいるかのように描写される。The Worldにはゲームの運営会社も制御できない未知のシステムが組み込まれている上に、ゲーム中にプレイヤーが意識を失う事象がたびたび発生し、このゲームは多くの謎を持った存在として扱われる。
以下、作品内でのThe Worldの設定を並べる。

## 概要
The Worldは、エマ=ウィーラントのネット叙事詩『黄昏の碑文』をモデルとし、ハロルド=ヒューイックが作成したfragmentを基としている。
大きく分けて、
- fragment
- The World（R:1）
- The World R:2
- The World R:X
- THE WORLD FORCE:ERA
- The World：Armed conflict
- The World：Re-vice age

の7世代が存在し、以下に挙げるのはThe World全体で共通する概念である。
また、The Worldをモチーフにしたオンライン格闘ゲームとしてVERSUS:The Worldがある。

### パーティとメンバーアドレス
プレイヤーは最大3人のパーティで冒険することができる。パーティに誘うためには相手のメンバーアドレスを有することが必須である。
R:1後期には4人以上でもパーティを組めるようになっている。

### サーバーとルートタウン
複数の並列するサーバーが設けられており、ユーザはそのサーバー間を自由に行き来することができる。サーバーにはそれぞれルートタウンが存在し、ログイン時やフィールドから戻った際には必ずルートタウンに転送される。

### エリアワード
3つのワードから構成される文字列で、ルートタウンで使用することで一意のフィールドやダンジョンに転送される。それぞれのワードは敵のレベル・アイテムのレベル・フィールドやダンジョンの構成・天候などの属性に影響を及ぼす。エリアワードは複数存在するサーバーで同じものが使用されており、表記の際にはサーバ名を付与して区別する。

### 碑文と八相
『黄昏の碑文』に登場する禍々しき波で、エマの化身ともいえる存在。ゲームの根底概念として存在するが、一般プレイヤーは直接的に関係しない。

### ロストグラウンド
ゲーム内に存在し特定のワードから転送される、管理者すら制御できないエリア。ただし、「Δ隠されし 禁断の 聖域」などの存在はR:1時代から知られていたが、ロストグラウンドと呼ばれるのはR:2になってからである。

### ネットスラム
The World内に存在するイリーガルなエリア。
凄腕のハッカーとして知られる「ヘルバ」によって設立・管理され、管理者が管理できないエリアの1つであるため、チートPCや放浪AIの隠れ家となっている。
R:1においては一時的にΩサーバの代替として一部が利用され、後に正式なルートタウン化の誘いを受けるがヘルバ自身が断っている。R:2では正式なルートタウンではないものの、他のルートタウンよりも機能的なタウンとなっている。

## 黄昏の碑文
『黄昏の碑文』（たそがれのひぶん）とは、エマ=ウィーラントによるネット叙事詩で、fragmentの根源となっている。
エマ個人のウェブサイト上で公開され、特別なセキュリティが施されていたためオンライン上でしか閲覧ができなかった。“Pluto Kiss”（後述）が発生しウェブサイトが損害を受けた時、すでにエマは亡くなっていたために『黄昏の碑文』は永遠に失われてしまったと思われていた。しかし、一部のファンが保存したハードコピーが存在しており、ハロルドはそれを基にfragmentを作成した。
1人の人間と2人の精霊を中心に物語が展開し、禍々しき波と戦う物語や、黄昏竜を探す物語などが描かれている。また、作中には禍々しい波（=八相）のほか、光の国（リョース）の王「アペイロン」や闇の国の女王「ヘルバ」など、後にプレイヤーが意図的に使用する名前も登場する。
『黄昏の碑文』の題材とした小説作品『.hack//黄昏の碑文』も参照。

## 発売までの経緯

### 1986年〜1989年
1986年、フランス人生態学者ドミニク・ド・ミラボーの論文「地球環境における人類の包括的影響に関して」概要が発表される。その内容は人類がこのまま増加し続けると1000年以内に大気中の酸素濃度が劇的に減少。人類はもちろんあらゆる動植物が死滅する可能性があり、これを回避するには人類の生命活動を何らかの方法で休止するしかない、という荒唐無稽なものだった。
1989年、環境保護団体「mama」が設立される。団体員はのちのALTIMIT社創設メンバーやエマ・ウィーラントなどが名前を連ねていた。ドミニクの論文発表から10年、起こった環境的変化が論文の詩的事象に一致していることに注目した「mama」は破滅の未来を回避するため、人類を休止する具体的な手段を模索し始めた。

### 20世紀末〜2004年頃まで
全世界規模で爆発的に普及したインターネットにより、"情報の民主化"が発生。その負の影響として、ネット内では様々なハイテク犯罪が増加した。そんな状況の2003年12月、“Deadly Flash”と呼ばれるコンピュータウイルスの効果で死者7名を出す惨事が発生。ウイルス作成者である瀬戸悠里にはネットワーク犯罪史上初の死刑判決が下された。

### 2005年12月24日
“Pluto Kiss（冥王のくちづけ）”と呼ばれるウイルスによるネットワーククライシスが発生する（第1次ネットワーククライシス）。そのウイルスは社会の様々な機能を停止させ、全世界のネットワークが瞬時に停止する。77分後にネットワークは復旧するものの、ウイルス製作者が10歳の小学生であったことも重なり、ネットワーク全体の脆弱性を露呈する結果となった。しかし、ALTIMIT（アルティミット）と呼ばれるOSを搭載したコンピュータだけはこのウイルスの影響を受けなかった。国連の世界ネットワーク協会（WNC）においてALTIMITが支持され、新たなる世界レベルの標準OSとして普及したが、一般社会において通常の人間はネットワークの使用を禁止された。

### 2006年夏
ALTIMITが個人向けにも普及され始める。同時期にALTIMITを制作したメーカーから離れた有志がCyberConnect Corporation社（以後「CC社」）を設立。そして、後にThe Worldのプロトタイプとなったネットワークゲームの企画、fragment（フラグメント）を“ハロルド=ヒューイック”と名乗るドイツ人がCC社へ持ち込む。

### 2007年5月
フラグメントのテストプレイ開始。“Pluto Kiss”以降、エンターテインメント系のネットワーク利用には制限がかかっていたが、WNCから特例で許可が下りる。しかし、フラグメントのテストプレイは1,024人しか公募されず、当初6か月の予定だった運用期間は、わずか3か月で終了してしまう。

### 2007年12月24日
Pluto Kiss発生日からちょうど2年後、同日は“Mother's Marry Kiss（聖母のくちづけ）”と新たに命名され、全世界のネットワーク利用が解禁。同時にCC社によって「フラグメント」を発展させたゲーム、すなわちThe Worldが全世界同時ダウンロード販売された。

## fragment
ドイツ人プログラマーのハロルド=ヒューイックが『黄昏の碑文』を基に単独で製作した作品。
実際に2005年11月23日に、PS2専用ソフト「.hack//fragment」が発売されている。ただし、これは第1期ゲーム.hackのシステムによるものであるため、ハロルドの開発したfragmentとは異なる。

### 舞台とする作品
- .hack//黄昏の碑文（小説）

## The World（R:1）
fragmentをもとにCC社が製作・運営した作品。2007年12月24日になると同時にダウンロードが開始され、2008年中には利用者は2,000万人以上に及んだ。
タイトル画面の表記では「NEW GENERATION ONLINE THE WORLD」と表記されている。
本来は「The World」の表記が正しいが、以降の作品と区別するために「The World R:1」と表記されることが多い。また、後のバージョンでは「R:1（リビジョン・ワン）」と呼ばれる。
2010年に意識不明者事件・第2次ネットワーククライシスが発生。原因がThe WorldにあるとされたがCC社は否定している。
2007年から2015年にかけて運用されたが、CC社本社の火災でデータサーバーが被害を受けたことにより、R:2への移行が決定された。

### サーバーとルートタウン
以下に挙げるのは、作中で存在が確認されているサーバである。
- Δ（デルタ）サーバー - 水の都 マク・アヌ
- Θ（シータ）サーバー - 高山都市 ドゥナ・ロリヤック
- Λ（ラムダ）サーバー - 文明都市 カルミナ・ガデリカ
- Σ（シグマ）サーバー - 空中都市 フォート・アウフ
- Ω（オメガ）サーバー - 遺跡都市 リア・ファイル

上記のほかに、Pluto Again（第1期ゲームの事件）の際には不安定であったΩサーバーが、ハッカー・ヘルバによって作られたミラーサーバーで代替されている。
後期（『.hack//黄昏の腕輪伝説』の頃）には、期間限定のルートタウン「幻の都 ネーベル・モント」（サーバー名は不明）が公開されている。

### ジョブ
- 剣士（ブレイドユーザー）
- 重剣士（ヘビーブレイド）
- 双剣士（ツインユーザー）
- 重斧使い（ヘビーアックス）
- 重槍使い（ロングアーム）
- 呪紋使い（ウェイブマスター）

以上に加え、R:1後期（『.hack//黄昏の腕輪伝説』の頃）には以下のジョブが追加されている。
- 拳闘士（グラップラー）
- 人狼族（ワーウルフ） - 高位の拳闘士が転職でき、人と狼の2つの姿に変身できる。

### 戦闘
魔法陣
フィールドとエリア上には魔法陣が配置されており、プレイヤーが接近することでモンスターや宝箱が現れる。

### 舞台とする作品
- .hack//AI buster（小説） - 2007年
- .hack//SIGN（アニメ） - 2009年
- .hack//ZERO（小説） - 2009年
- .hack（第1期ゲーム） - 2010年
- .hack//Liminality（OVA） - 2010年
- .hack//XXXX（漫画） - 2010年
- 新約小説 .hack//（WEB小説） - 2010年
- .hack//Another Birth もうひとつの誕生（小説） - 2010年
- .hack//GIFT（OVA） - 2010年（ゲームの直後）
- .hack//Legacy（.hack//完全設定資料集.hack//Archives_03収録小説） - 2011年（ゲームの6〜7ヶ月後）
- .hack//黄昏の腕輪伝説（漫画・アニメ） - 2014年

## The World R:2
CC社が製作・運営した作品。名前のみを受け継ぎ、完全新作同然の作品となっている。
タイトル画面の表記では「UNLIMITED ONLINE GAME The World R:2 -A dazzling twilight dream-」と表記されている。
The World R:1のデータサーバーが火災により被害を受けたため、計画段階であったThe World R:2が2015年12月24日に発表され、2016年に発売された。
R:1からのデータの引継ぎが不可であったこと、PKの横行が日常茶飯事のように起こり、CC社はPK達の行動を完全に黙認しているため、R:1からの古参プレーヤーの多くが引退したが、多数の新規プレーヤーが参入したことによりプレイヤー規模は減少したものの1,200万人以上となり、ゲーム自体の気質も大きく変化した。また、計画段階であったものを急ごしらえで仕上げたためか、サービス開始時からバグなどが多く見られた。
2017年に意識不明者事件・第3次ネットワーククライシスが発生。原因がThe WorldにあるとされたがCC社は否定している。
2018年になってサーバーが不安定になる事態が頻発。CC社は対応処理ができないと判断して、同年12月31日を以てサービス中止を発表した。

### 世界観
R:2では以下の3勢力が存在する。
アールヴァクル
蒸気技術を持つ人族の勢力。リーダーはイシュメルという人族の男性。マク・アヌとブレグ・エボナを中心に活動する。
オグミオス
紋章技術を持つ獣人族の勢力。リーダーはヒープ・ホープというウ族の女性。ドル・ドナを中心に活動する。
テウタテス
強大な兵力を持つ人族と獣人族の混合勢力。リーダーはアルアジフという人族の青年。ルミナ・クロスを中心に活動する。
アールヴァクルとオグミオスは対立しており、テウタテスは双方の勢力の持つ技術と兵力を取引する間柄にある。プレイヤーはテウタテスに所属する。

### 種族
プレイヤーが使用できるPCタイプは以下のように分類される。
人族
R:1から存在する、最もスタンダードな存在。
獣人族
ガ族
熊のような体躯を持ち、優れた身体能力で戦う戦士タイプの獣人。
ライ族
身体的・能力的に人族と同程度で、身軽さでは比肩するものがないといわれる獣人。
ウ族
小さな体格で、知力や感受性が豊かな獣人。ギルド「医療連盟癒し隊」は、マスターのタダシ長官以外の全員がこのタイプのPCを使用している。
また、プレイヤーが使用できるPCのほかに、NPCとして以下の種族が存在する。
神々
かつて世界を作り統治した存在であるが、過去の戦争で多くが死に絶え、現在ではフォルセトとケルヌンノスの2神のみしか確認されていない。
蒸気人形
人族が作った蒸気で動く人形で、家事全般をまかなうことができる。メカ・グランティもこの部類に含まれる。
グランティ族
かつて神々がエルフから取り上げた「良いところ」を元に作られた存在。コミュニケーション能力に優れ、ギルドの管理などの仕事を任されることも多い。
チムチム族
蒸気技術の動力源となる「チム玉」を生み出せる存在。総じて気弱であるが、一部は攻撃的な面を持つ。
エルフ族
神々により生み出され、地上の統治を任される存在であったが、逆鱗に触れたため「良いところ」を奪われ滅んだとされる。
精霊
紋章の技術の根源である、自然界に潜む存在。

### サーバーとルートタウン
以下に挙げるのは、作中で存在が確認されているサーバである。
- Δ（デルタ）サーバ - 悠久の古都 マク・アヌ
- Ω（オメガ）サーバ - 闘争都市 ルミナ・クロス
- Θ（シータ）サーバ - 蒼穹都市 ドル・ドナ
- Σ（シグマ）サーバ - 双天都市 ブレグ・エボナ

上に挙げたうち、「ルミナ・クロス」のみアリーナと一部のショップが存在するだけで、他のルートタウンのようにフィールドへのプラットフォーム的な役割を持たない。

### ジョブ
- 斬刀士（ブレイド）
- 撃剣士（ブランディッシュ）
- 魔道士（ウォーロック）
- 呪療士（ハーヴェスト）
- 重槍士（パルチザン）
- 双剣士（ツインソード）
- 拳術士（グラップラー）
- 鎌闘士（フリッカー）
- 妖扇士（ダンスマカブル）
- 銃戦士（スチームガンナー）
- 錬装士（マルチウェポン）

### ギルド
同じ志を持つプレイヤーの集団。「テウタテスに所属する冒険者の団体」と位置づけられている。大きな貢献をしたギルドに与えられる3つの城が存在し、作中では「ケストレル」「月の樹」「TaN」に貸与されている。

### 戦闘
スキルトリガー

レンゲキ

覚醒

### 舞台とする作品
- .hack//Roots（アニメ） - 2017年（ゲームと一部を共有する直前の8か月）
- .hack//Alcor 破軍の序曲（漫画） - 2017年（『Roots』後半からゲームの中間）
- .hack//CELL（小説） - 2017年（『Roots』後半からゲームの中間）
- .hack//G.U.（ゲーム） - 2017年（Vol.1からVol.3）、2018年（Vol.4）
- .hack//G.U.+（漫画） - 2017年（ゲームを要約・再構成したもの）
- .hack//G.U.（小説） - 2017年（ゲームを要約・再構成したもの）
- .hack//GnU（漫画） - 2017年（ゲームの外伝）
- .hack//G.U. TRILOGY（OVA） - 2017年（ゲームを要約・再構成したもの）
- .hack//G.U. Returner（OVA） - 2017年（Vol.3のエピローグ。Vol.4とは別物）
- .hack//G.U. Innocent Cell（ドラマCD） - 2017年から2018年（ゲームのVol.3からVol.4の間）
- .hack//G.U. RAGTIME（小説） - 2017年から2018年（ゲームのVol.3からVol.4の間）

## The World R:X
CC社が開発し、2020年に公開された作品。
前評判が非常に高く、ユーザー権は事前申し込みによる抽選で与えられた。サービス開始後にユーザー権を求める者は多く、希望者殺到によりユーザー権取得は半年待ちという状態に陥った。
タイトル画面の表記では「UnLimitED OnLinE GAmE The World R:X -Epitaph of the twilight-」と表記されている。
2020年には人がゲームの中に取り込まれるという不滅なる黄昏（イモータルダスク）事件が発生したが、その後も運営は続けられている。
マク・アヌの中央にアカシャ盤が建っており、2022年には領土戦といったイベントが行われた。

### 舞台とする作品
- .hack//Link（ゲーム） - 2020年
- .hack//LINK 黄昏の騎士団（漫画） - 2020年
- .hack//Quantum I(introduction)（漫画） - 2021年
- .hack//Quantum（OVA） - 2022年
- .hack//Quantum+（漫画） - 2022年
- .hack//Quantum 心ノ双子（小説） - 2022年
- .hack//bullet（WEB小説） - 2023年

## THE WORLD FORCE:ERA
このバージョンからすべて大文字で記載される様になった。
タイトル画面には「THE WORLD FORCE:ERA ABSOLUTE MMO RPG」と表記されている。
『黄昏の碑文』の世界観に比重を置いた形でリニューアルされた。新しく弓矢を使うジョブや上級職が存在するほか、飛空艇などの変更点が存在する。
2024年にはコンピュータウイルスによって意識不明事件が発生。また、インフラがダウンするという異常事態が起こり、2025年頭にCC社は家宅捜索を受けたがその後も運営は続けられた。

### 商品概要（設定）
- ジャンル：VRMMO
- 対応機種：ALTIMIT ABSOLUTE OS
- 開発元：CyberConnect.Co., Ltd.
- 運営元：CyberConnect.Co., Ltd.
- 人数：多人数プレイ
- メディア：ダウンロード
- 運営開始日：2024年3月21日
- 利用料金：無料（課金アイテム制）
- デバイス コントローラー：FMD

### 世界観
『黄昏の碑文』を舞台とする世界「世界アルバ」が舞台。
巨大な浮島の大陸を中心にして、大中小の浮島が存在する。最も大きい浮島大陸の中心部分に湖があり、その中央の小島に女神像が立っている。
かつて存在した光と闇の精霊たちは、元素の世界へと帰ることを決めた。そして、この世界にはヒトと獣人だけが残った。

### 種族
プレイヤーが使用できるPCタイプは以下のように分類できる。
ヒト
現実世界の「人間」と非常に似通った姿をしている。平均的な能力をもっており、どのジョブもそつなくこなすがエキスパートにはなれない。
獣人族
さまざまな部族（ドライブ）があり、部族ごとに特徴がことなる。
ガ族
熊がベースの比較的大きな身体を持つ獣人たちの部族。前衛職の場合は非常に頼りになるが、呪紋的な耐性はほとんどない。
ライ族
ネコがベースのヒト族とよく似た頭身を持つ獣人たちの部族。身軽さにおいては全種族随一。物理的な適正や呪紋的な適正は平均的だが、ヒト族よりやや低い。
ウ族
ウサギをベースの比較的小さな身体を持つ部族。呪紋の力が強く後衛職に向いているが、物理的な耐性はほとんどない。
プレイヤー以外のNPCとして以下の種族がある。
エルフ
肌の白い「ライラエルフ（明るい妖精）」と肌の黒い「ライネックエルフ（悪意ある妖精）」が存在し、基本的にマテリアルサイド（物理界）には住んでおらず、マジカルサイド（魔方界）に身を置いている高位存在。ライラとライネは相反した存在でありお互いに抗争している。

### 紋の属性
火、水、木、土、雷、闇の6属性があり、火と水、木と土、雷と闇はそれぞれ相対する。
また、各属性を組み合わせると、さまざまな派生を産むことができる。

### ジョブ
基本職、上級職、最上級職まで合わせて全34種。双剣士、斬刀士、紋章士、呪療士の4系統に加えて、生産を生業とする特殊系の職業も存在する。クラスチェンジすることによって上位の職業に転職する。特殊職業はすべての職業からスキルを引き継いだまま転職可能だが、戦闘では他の戦闘職より劣る。
基本職業
斬刀士（ブレイド）
剣を扱う基本職業
双剣士（ツインブレイド）
双剣を扱う基本職業
紋章士（ウェイブユーザー）
属性紋（マテリアルウェイブ）の力を扱う基本職業
呪療士（ハーヴェスト）
治療紋（ヒーリングウェイブ）の力を扱う基本職業

上級職業
騎士（ナイト）
斬刀士からクラスチェンジできる上級職業。剣と盾を同時に装備可能で攻守のバランスは随一。
蛮族（バーバリアン）
斬刀士からクラスチェンジできる上級職業。力を重視した大剣や斧などを扱うことができるほか、片手斧は投擲も可能。
呪騎士（カースナイト）
斬刀士からクラスチェンジできる上級職業。敵に呪いを与え、能力値を一時的に下げる呪紋を得意とする。
射手（アーチャー）
双剣士からクラスチェンジできる上級職業。弓を扱い先制攻撃を得意とする。
冒険家（レンジャー）
双剣士からクラスチェンジできる上級職業。サポートスキルを多く持ち、罠の設置などを行うことができる。
暗殺者（アサシン）
双剣士からクラスチェンジできる上級職業。両手に装備した武器で相手を切り刻む。攻撃速度と回数は随一。
紋導師（ウェイブマスター）
紋章士からクラスチェンジできる上級職業。攻撃呪紋と味方の能力を上げる支援呪紋を得意とする。
召喚師（サモナー）
紋章士からクラスチェンジできる上級職業。小さな精霊を召喚できる。
僧侶（プリースト）
呪療士からクラスチェンジできる上級職業。回復系に特化した呪紋を扱う。味方に対する支援・補助・退魔の呪紋を得意とする。
武僧（モンク）
呪療士からクラスチェンジできる上級職業。徒手空拳で闘うことのできる戦士。連打や投げ技のように、多彩な攻撃手段を持つ。

最上級職業
聖騎士（パラディン）
騎士からクラスチェンジできる最上級職業。雷（光）属性に特化しており癒しの呪紋も扱え、攻撃・防御・回復とバランスがよく、ＰＴの中心に据えられる存在である。
槍騎士（ロングアーム）
騎士からクラスチェンジできる最上級職業。長いリーチと多彩な技は高い命中力を誇る。
狂戦士（ベルセルク）
蛮族からクラスチェンジできる最上級職業。力に特化し防御を無視できる一撃を放つ超攻撃特化な職業。攻撃力は随一。
闇騎士（ダークナイト）
呪騎士からクラスチェンジできる最上級職業。両手剣を扱うことができ敵の急所を狙いやすい。また、一時的に急所の能力を下げる効果も発揮できる。
紋騎士（ウェイブナイト）
呪騎士からクラスチェンジできる最上級職業。能力を下げる呪紋に加え、闇の属性呪紋を得意とする。他の属性呪紋も習得可能。
狩人（ハンター）
射手からクラスチェンジできる最上級職業。様々な属性紋の矢を操り、細かな弱点を狙うことができる。
狙撃士（スナイパー）
射手からクラスチェンジできる最上級職業。様々な属性紋の弾丸を高威力で打ち出す。ただし、連打はできない。
冒険王（ギルガメッシュ）
冒険家からクラスチェンジできる最上級職業。罠の設置に加え、敵からアイテムを盗んだり、宝を掘り当てたりと、賢さと器用さでは随一。
忍（ニンジャマスター）
暗殺者からクラスチェンジできる最上級職業。忍ならではの特殊武器を使用できる。
死神（グリムリーパー）
暗殺者からクラスチェンジできる最上級職業。鎌による変則的な攻撃で、大勢を一度に薙ぎ払う。
紋章王（ウォーロック）
紋章士からクラスチェンジできる最上級職業。攻撃呪紋に特化し、様々な属性の魔術を使いこなす。広範囲の大呪文を使用可能。
賢者（セージ）
紋章士からクラスチェンジできる最上級職業。能力を上昇させる呪紋に特化している。
精霊使い（エレメンタラー）
召喚師からクラスチェンジできる最上級職業。精霊神を呼び出し強力な呪紋を扱う。
死霊使い（ネクロマンサー）
召喚師からクラスチェンジできる最上級職業。死霊を呼び出して闘う。
法王（ハイエロファント）
僧侶からクラスチェンジできる最上級職業。サポートに特化し詠唱時間を減少させ、ＰＴの回転率を上げる。
大僧侶（アークビショップ）
僧侶からクラスチェンジできる最上級職業。回復系に特化して大人数の回復・蘇生。さらに雷（光）属性の加護の付与などができる。
武神（アーツマイスター）
武僧からクラスチェンジできる最上級職業。連打や投げ技に特化し、全スキル中随一の威力を誇る大技を持つが、そのリスクも大きい。
拳聖（ナックルマイスター）
武僧からクラスチェンジできる最上級職業。治療紋や各属性の能力を拳に付与して戦う。特殊な治癒紋の拳は死霊に対して絶大な効果がある。

特殊職業
錬金術師（アルケミスト）
アイテムの鋳造を行うことのできる最上級職業。
鍛冶師（ブラックスミス）
武器の製造を行うことのできる最上級職業。

### 飛空艇
個人で飛空艇を所有するには、一定以上のレベルと特殊なライセンスが必要となる。
飛空艇はカスタマイズで質感や色、外装などを変更可能。システムとしての艦隊戦も存在する。
略奪を目的としたモンスター扱いの空賊とエンカウントし、甲板で戦闘になることもある。

### ギルド
各ギルドはそれぞれ飛空艇をホームとして所有している。
確認されているギルドは以下の通り。
カナード
『.hack//G.U.』の最後にハセヲがMVPになったこともあり、現在は巨大な組織になっている。
月の樹
『.hack//G.U.』半ばの不祥事により規模が縮小したが、依然勢力の一角を形成している。
ケストレル

TaN
『.hack//Roots』半ばに解散後、ピロキオやイータたちが再興した。誠実な商売で信用されている。
エンビレオ

トライフル

Team-CURE

ソルトマニア

ZOO

ジェム

ワイルダー

### 舞台とする作品
- ドットハック セカイの向こうに（アニメ映画） - 2024年
- ドットハック SORA:セカイの向こうに（漫画） - 2024年

## VERSUS:The World
従来の「The World」と違い、対戦格闘型のオンラインゲームとなっている。
タイトル画面には「VERSUS:THE WORLD True Brave Man at Twilight. VS:The World」と表記されている。
かつて「The World」で起こったネットワーククライシスやそれに近い事件に関わったプレイヤー（ハセヲや司など）を操作する。作られた時期は不明だが、2024年を舞台にした『ドットハック セカイの向こうに』の翌年の2025年にはテスト稼働が始まっている。

### 舞台とする作品
- .hack//Versus（ゲーム） - 2025年

## The World：Armed conflict
正確には「INFINITY ONLINE RPG The World Armed conflict」。
好調だった『THE WORLD FORCE：ERA』のサービスが2030年に突如終了し、その直後に「手軽に『The World』を楽しむ」というコンセプトで携帯端末で遊ぶことを前提に制作された『The World：Armed conflict』のオープンβ版を開始された。
オープンβであるため、仕様の一部分が簡易化されている。しかし、いずれ本格的なMMORPGの仕様が実装されて、『THE WORLD FORCE：ERA』の正式な後継バージョンとして発表されるのでは、という噂もある。
『The World』サーバーに蓄積されたデータを流用して作られており、過去の有名PCたちがNPCやアイテムなどゲーム内の存在として登場するのが大きな特徴。
携帯端末ならではの手軽さが受けて、従来の『The World』ファンだけでなく、新規ユーザーにもプレイされるようになったが、2032年にサービスが突如終了した。

### 世界観
人とモンスターの争いは人が勝ち、モンスターは封印された世界。しかし、その平和は長くは持たなかった。人々は大陸の覇権を競い、3つの勢力に分かれてしまった。
- 力の城塞 バル・クル - 大剣の扱いに習熟した文化を持つ。
- 匠の原都 リファーン - 双剣の扱いに習熟した文化を持つ。
- 魔の秘境 セレカ - 呪紋の扱いに習熟した文化を持つ。

### 舞台とする作品
- ギルティドラゴン 罪竜と八つの呪い（iOS/Android用アプリ） - 2030年

## The World：Re-vice age
『The World：Armed conflict』がサービス終了と同時に開始された新たなバージョン

### 舞台とする作品
- .hack//New World（iOS/Android用アプリ） - 2032年